# سد کاسترکی
سد کاسترکی (به لاتین: Kastraki Dam) یک سد خاکی در یونان است که در Kastraki, Aitoloakarnania واقع شده‌است.